# Cantón de Castelnau-le-Lez
El cantón de Castelnau-le-Lez era una división administrativa francesa, que estaba situada en el departamento de Hérault y la región de Languedoc-Rosellón.

## Composición
El cantón estaba formado por dos comunas:
- Castelnau-le-Lez
- Le Crès

## Supresión del cantón de Castelnau-le-Lez
En aplicación del Decreto nº 2014-258 de 26 de febrero de 2014, el cantón de Castelnau-le-Lez fue suprimido el 22 de marzo de 2015 y sus 2 comunas pasaron a formar parte; una del nuevo cantón de Le Crès y otra del nuevo cantón de Montpellier-Castelnau-le-Lez.